# Terme di Vasto
Le Terme di Vasto, l'antica Histonium, è il complesso termale più grande dell'intera fascia Adriatica dell'Italia centro-meridionale: ha infatti un'estensione di circa 250 m². Inoltre, molta parte del sito è ancora sepolta sotto la vicina strada Adriatica e la chiesa di Sant'Antonio.

## Storia e collocazione
Nella parte colpita dalla frana del 1956, ossia via Adriatica, continue campagne di scavi della Soprintendenza di Chieti hanno portato alla luce, grazie ad alcuni saggi di scavo eseguiti nel 1973-1974 il complesso in laterizio delle terme di Vasto databili al II secolo.
Si decise la demolizione dell'ex convento dei Francescani della chiesa di Sant'Antonio di Padova, ancora in piedi, per permettere meglio la campagna di scavo: in tutto si hanno tre pavimenti, due a mosaico e uno in marmo, delle terme di Histonium, affiorati finora, tutti di rara bellezza, a testimonianza del grado di civiltà e di opulenza che il municipium romano aveva raggiunto durante l'apogeo imperiale.
Questo complesso di notevoli proporzioni (tredici ambienti divisi in origine probabilmente da un colonnato, che seguono il naturale declivio del terreno, distribuito su tre livelli dalla chiesa di Sant'Antonio alla chiesa della Madonna delle Grazie) e pregio artistico, è tra i meglio conservati della regione Abruzzo. 
In base alla sua dimensione totale e alla sua posizione periferica nella città romana, si suppone che il complesso fosse aperto a tutti, indistintamente dalla classe sociale di appartenenza, pur non presentando percorsi differenziati per uomini e per donne, tipici delle terme romane più simmetriche.
La prima parte mostra la cella del tepidarium, poi il frigidarium e il calidarium. Il pavimento del "sudatorio" aveva un doppio fondo separato da fessure, attraverso le quali passava il calore, l' "apodyterium" era il locale dove ci si spogliava, vi era anche la sala per il massaggio (unctarium) per le frizioni al corpo con degli arnesi detti "strigiles". Il primo pavimento riportato alla luce nel 1975 mostra un raffinato mosaico, già noto agli storici nel 1712, che misurava 44 palmi di lunghezza e 30 di larghezza. Decorazioni geometriche si succedono a motivi marini, con raffigurazioni mitologiche: delfini e mostri dalla testa di cane o di cavallo a coda di pesce, che richiamano i pavimenti musici delle terme di Nettuno a Ostia antica (III secolo d.C.)
La tecnica compositiva è quella ellenista, che i romani reimpiegarono raggiungendo effetti artistici di grande fasto. Nell'autunno 1994 venne scoperto un lastricato in marmo serpentino, proveniente dall'Egitto, come ebbe a sostenere l'ispettore della Soprintendenza, con una lastra marmorea riportante l'incisione D D JULIA CORNELIA (ossia che Giulia Cornelia questo dono dette - alla città). Il pavimento doveva costituire l'apoditerum, ossia lo spogliatoio; nel 1997 la scoperta più famosa del mosaico del Nettuno venne effettuata dall'ispettore Andrea Staffa, che ha fatto discutere gli storici sulla distinta affinità dei mosaici vastesi con quelli di Ostia.

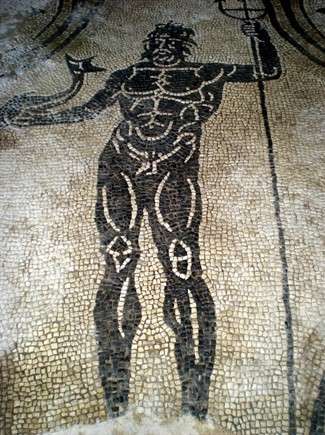
Il mosaico del Nettuno

La figura centrale infatti mostra il dio Nettuno (o Poseidone) mentre con una mano regge il tridente, e con l'altra solleva un delfino per la testa, nella classica raffigurazione mitologica, compaiono attorno motivi floreali e geometrici, culminanti in cuspidi a tridente, che avvolgono figure femminili, forse le Nereidi, a cavallo di mostri marini. Le tessere bianco-nero sono composte con molta raffinatezza, il pavimento ha decorazione marginale con una successione di "pelta", cioè uno scudo ellittico troncato in alto, seguita da una sottile fascia bordata da altre due accentuate.
La Soprintendenza continuò con gli scavi, alla ricerca di un possibile quarto pavimento, seguendo la tecnica costruttiva di base delle terme, due ambienti destinati ai bagni sono stati recuperati, però le ipotesi suggeriscono che esista anche il tepidarium, forse presso l'arena della Madonna delle Grazie, più a nord, dove si trovano anche i resti del tracciato stradale della Via Frentana-Traianea, interrata nella platea, con un'edicola medievale.

Due sono i mosaici rinvenuti.

## Mosaico del Nettuno

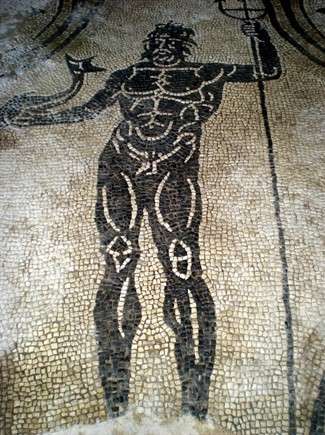
Figura del Nettuno

Il mosaico del Nettuno è il più esteso delle terme con i suoi 170 m², ma una parte non è visibile, poiché sottostà alla sagrestia della chiesa adiacente di Sant'Antonio. È stato portato alla luce nel 1997. Presenta una decorazione con raffinati intrecci di elementi vegetali stilizzati, che definiscono tredici zone a forma di quadrifoglio.
Nella zona centrale, spicca la figura del Nettuno, il quale regge un tridente nella mano sinistra e un delfino nell'altra. Negli altri campi è possibile ammirare: tre Nereidi, di cui due sul dorso di cavalli e una di un drago; la coda di un delfino; tre tritoni; un amorino.
Sulla fascia destra del pavimento le decorazioni sono state danneggiate da scavi ottocenteschi eseguiti per la risistemazione dell'edificio della Sottointendenza borbonica (divenuta in seguito Sottoprefettura regia) che occupò il convento, risalente al XIII secolo.
La vasca del Mosaico del Nettuno era molto probabilmente un "frigidarium", conteneva cioè acqua fredda. Il vano infatti era troppo grande per poter essere riscaldato costantemente, e inoltre non è stato rinvenuto il "praefurnium" che avrebbe dovuto riscaldare l'acqua.

## Mosaico Marino

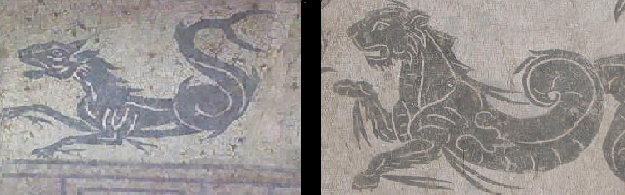
Confronto tigre marina effigiata rispettivamente nel pavimento musivo delle terme romane di Vasto e di Buticosis, Ostia.

Si estende per circa 38 m². Nel 1974 i saggi eseguiti portarono alla luce questo mosaico, che fu poi trasportato nel Museo Archeologico di Palazzo d'Avalos per un ventennio e in seguito venne ritrasferito "in situ" restaurato. Anch'esso presenta una decorazione con elementi floreali che incastonano un originale assetto in ellissi e croci.
Vi sono due croci centrali, raffiguranti cadauna due cavalli marini e due pesci; ai loro lati sono disposte quattro ellissi recanti delfini e polipi.
Nel campo rettangolare, compaiono: ai lati due pesci, al centro una tigre marina ruggente, con il collo crestato, la zampa destra sollevata, il collo crestato e la coda pisciforme terminante in una pinna bipartita. L'animale richiama la tigre marina del mosaico delle Terme di Buticosis ad Ostia, risalente alla prima metà del II secolo d.C. Due zone mistilinee, ciascuna con un elemento floreale stilizzato posto al centro, sono caratterizzate da quattro tridenti (uno per angolo, benché uno di essi non sia visibile a causa del deterioramento della pavimentazione musiva) i quali chiaramente rimandano al Mosaico del Nettuno.
Non molto distante dal mosaico vi è un arco a sesto acuto ribassato, successivamente inglobato in un muro successivo all'età romana, che conteneva il "praefurnium" che riscaldava la vasca. Pertanto, la vasca era probabilmente un "caldarium" o quanto meno un "tepidarium". Il "praefurnium" e il mosaico sono separate da una parete in laterizio.

## Aree laterali
Dalla vasca del Nettuno si fa strada un lungo corridoio ai cui lati vi sono due vani.
Sul lato adiacente alla via Adriatica, gli scavi del 1997 hanno riesumato quattro ambienti, in origine riscaldati. In tre di essi sono state rinvenute delle tegole, dette "suspensurae" le quali reggevano un pavimento sovrastante del tutto asportato. L'aria calda circolava così in un'intercapedine detta "hypocaustum" grazie alle "tegulae mammatae", affisse lungo il perimetro della vasca, trafugate.

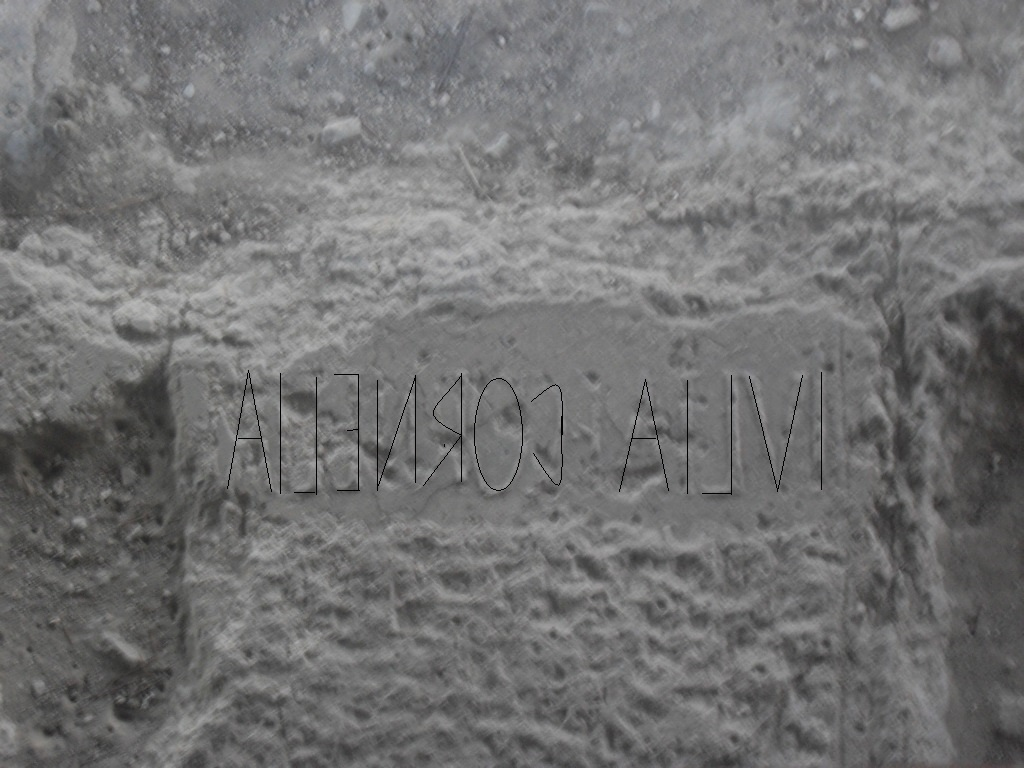
Testo epigrafico dedicatorio di Iulia Cornelia.

Nell'ultimo ambiente, situato in basso, vicino al corridoio, è invece possibile ammirare una pavimentazione chiaramente successiva, costruita con marmi di spoglio di diversi spessori e dimensioni provenienti da edifici funerari e pubblici di età precedente, che hanno lasciato impronte sul sottofondo cementizio. Ne è un esempio il testo epigrafico dedicatorio di Iulia Cornelia D.(ono) D.(edit). È un chiaro segno della restaurazione del sito realizzato in seguito al terremoto del 346 d.C. per volere verosimilmente di Fabio Massimo, "Preside" della provincia del Sannio.
Sul lato opposto si conserva una pavimentazione in marmo cipollino proveniente o dalle Alpi Apuane o dalle isole greche, caratterizzato da una particolare striatura glauca che dava all'acqua un colore particolare.
Proseguendo lungo il corridoio, ad est vi sono due ambienti non molto estesi, in cui credibilmente vi era uno spogliatoio ("apodyterium") o una biblioteca, nel tipico stile delle terme romane antiche.

## Tecniche di realizzazione dei mosaici

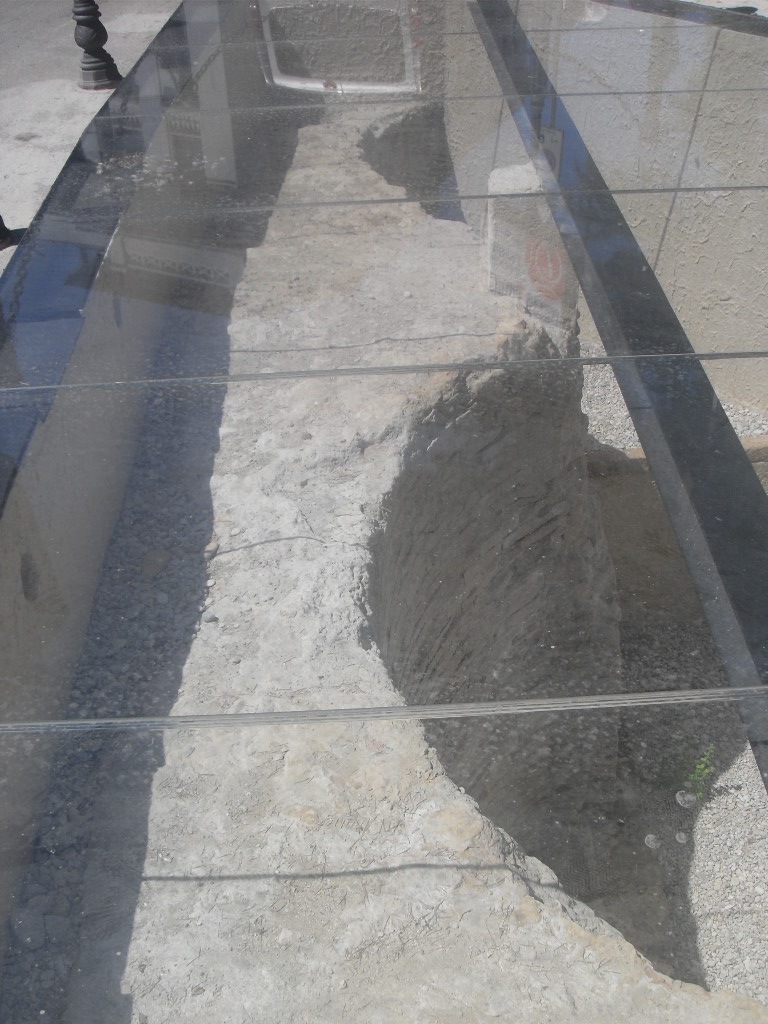
Anfiteatro romano visibile attraverso una lastra di vetro in piazza Gabriele Rossetti. Si stima che l'edificio potesse contenere circa 16.000 unità.

La tecnica del bicromatismo accomuna i due mosaici. L'uso di tessere di fondo di colore bianco e avorio, unite a tessere nere mette in rilievo i particolari anatomici delle figure. Questa tecnica non è molto attestata nella nostra penisola, ma è presente in numerose pavimentazioni africane. Dunque la realizzazione di entrambe le raffinate opere è attribuibile a maestranze Nord-Africane, chiamate a Histonium da una ricca committenza: la famiglia locale degli Hosidii Getae

## Area archeologica oggi
Le terme romane di Vasto sono aperte regolarmente al pubblico nei fine settimana durante l'estate. Nelle altre stagioni è possibile comunque visitare l'area archeologica contattando sia la delegazione FAI di Vasto, sia l'associazione Vigili del fuoco in congedo di Vasto le quali, grazie ad una Convenzione (MBAC CH rep 09/11 24/6/2011) con la Soprintendenza Archeologica, gestiscono il sito dal giugno 2011 cfr..